# 三馬啤酒
三馬啤酒（英語：Three Horses Beer，簡稱THB）是一款由馬達加斯加的星辰釀酒廠（Star Breweries）自1958年起生產的淡拉格啤酒。這是馬達加斯加銷量最高的啤酒，被譽為該國的象徵之一，在全國各地均有銷售，並自2005年起出口至法國、留尼旺、葛摩等地。
三馬啤酒在馬達加斯加安齐拉贝、安齊拉納納兩市的釀酒廠生產。最常見的品項是三馬皮爾森啤酒，味道清淡，主要以當地生產的大麥、玉米與啤酒花釀造。此外，星辰釀酒廠還生產 THB Fresh（酒精濃度低於 1% 的沙士型啤酒）、THB Special（酒精濃度 6.2%）與 THB Lite（酒精濃度 1%）等其他品項。自 2011 年以來，釀酒廠的基礎設施獲得投資，產量已提升 20%。
在前总统马克·拉瓦卢马纳纳任內禁止媒體播放酒類廣告之後，星辰釀酒廠開始透過非傳統手段宣傳啤酒，包括贊助馬達加斯加全國足球錦標賽「THB 冠軍聯賽」與舉辦年度啤酒節。此外，THB 也是當地音樂節與巡演的主要贊助商，並聘請音樂人演出為啤酒宣傳。
2014年，三馬啤酒的標籤大幅改版，並於2015年推出新口號「THB eo foana e！」（意為「永遠是 THB！」），搭配其長年標語「Soa Ny Fiarahantsika」（「相聚的喜悅」）一同宣傳。馬達加斯加的音樂明星與公眾人物也經常為該品牌代言推廣。

## 歷史
1953年，法國公司 Rochefortaise 成立了「塔那那利佛冷藏商品公司」（Société Tananarivienne d'Articles Réfrigérés，簡稱 STAR），並在馬達加斯加首都塔那那利佛設立相關工廠，負責在馬達加斯加生產與銷售可口可樂。1957年，公司聘請一位釀酒師開發在地啤酒。該釀酒師研發了17種不同配方，並走遍全島，以當地食材測試配方。最終被選定的是一款皮尔森啤酒，並準備於安齊拉貝新建的釀酒廠中生產。公司於1958年開始生產三馬啤酒。
1968年，星辰釀酒廠在安齊拉納納開設新廠，以供應該島北部地區的啤酒、可口可樂及其他碳酸飲料。1980年，星辰釀酒廠部分國有化。1989年，Rochefortaise將公司出售給Fraise集團（Groupe Fraise），一年後公司完全私有化。2005年，安齊拉貝廠開始生產罐裝啤酒。
2011年，Fraise 集團將星辰釀酒廠出售給法國酒商卡斯特爾集團。

## 反響
在馬達加斯加市場上，三馬皮爾森啤酒依然是最受歡迎的在地品牌啤酒，也是所有在該國銷售品牌中最受歡迎的啤酒。據估計，馬達加斯加人每年平均每人消費約四公升。三馬啤酒被形容為該國的「象徵」
。一位馬達加斯加記者曾指出，三馬啤酒象徵著馬達加斯加文化中重視手足情誼與友誼的「Fihavanana」精神。
三馬啤酒在1980年於維也納的國際飲料競賽中榮獲其首面國際金牌，並在後來數十年中在該比賽中獲得多次榮譽。

## 生產

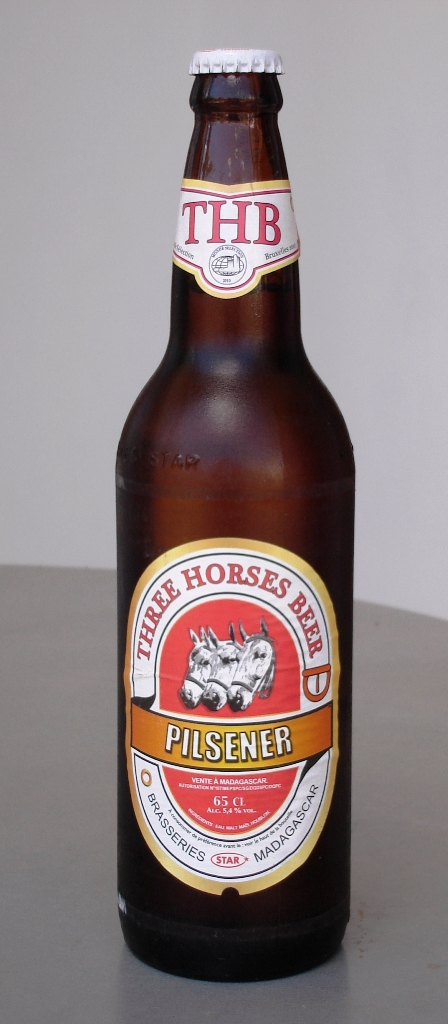
2014年前的皮尔森啤酒标签

三馬皮爾森啤酒是歷史最悠久且最受歡迎的啤酒，酒精濃度為 5.4%，屬於淡色拉格啤酒，色澤淡、酒體中等、泡沫稀薄，風味平衡，微苦。此啤酒以兩種棕色可回收玻璃瓶裝販售：33 釐升（12 英制液盎司；11 美制液盎司）和 65 釐升（23 英制液盎司；22 美制液盎司）。此外也有 33 釐升與 50 釐升鋁罐裝版本，並自 2006 年起可於馬達加斯加的商業場所提供生啤酒。Star Breweries 同時生產 THB Fresh，一種酒精濃度低於 1% 的沙士啤酒（當地稱為 panaché），僅提供 65 釐升玻璃瓶裝。原版的 Fresh 為檸檬口味，也曾短暫推出薄荷、覆盆子與蘋果等口味。其他變體包括酒精濃度為 6.2% 的 THB Special，以及低酒精（1%）的 THB Lite。
三馬啤酒於馬達加斯加的兩座酒廠生產：一做位於安齐拉贝的原始酒廠，另一座位於北部城市安齊拉納納。自創立以來，THB 一直使用棕色玻璃瓶裝，以保護內容物不受紫外線破壞
。安齊拉貝工廠每年可生產1億瓶與10萬罐啤酒。安齊拉貝之所以被選為酒廠所在地，是因當地水質鈣與礦物質含量低，特別適合釀造啤酒。啤酒原料來自全島各地：贝塔富與菲亞納蘭楚阿出產大麥，和圖利亞拉出產的玉米與啤酒花混合釀造。
為支持生產，瓦基南卡拉特拉大区每年種植逾2,500公噸麥芽與3,500公噸玉米。自1980年起，約7千名農民組成的 MALTO 聯盟便於安齊拉貝生產大麥並轉化為麥芽，供 Star Breweries 生產使用。特製麥芽則用於製作如 THB Special 等變體。

啤酒發酵過程中，每13000公升酒液的糖化需約八小時。此糖化液以 80/20 的比例混合麥芽與玉米，並加入水與啤酒花，接著在糖化鍋中加熱約兩小時以促進發酵。之後將其過濾，再加熱至攝氏 100 度以濃縮與殺菌，然後將酒液冷卻至攝氏 10 度約一小時。接著加入一種真菌作為發酵劑，並讓啤酒發酵一週。此過程產生的二氧化碳會回收用於製造汽水與其他碳酸飲品。啤酒經靜置幾日後再次過濾，最終於攝氏62度下巴氏消毒3分鐘，並進行全自動裝瓶，產出裝箱完成的啤酒配送至各地。
Star Breweries 於2009至2011年期間投入逾400萬歐元升級其工廠設施，使生產力提升了20%。升級項目包括更換高效能的混合設備與輸送帶，以及新增瓶子輸送系統。可口可樂公司於 2010年授予 Star Breweries 國際HACCP認證，肯定其在飲品生產方面符合國際品質標準。2011年，Star Breweries 更獲得可口可樂公司在27個非洲參賽國中的金牌獎，表彰其在啤酒與飲料生產中的品質與環保標準。然而，自2000年代初起，馬達加斯加國內電力系統超載導致的頻繁停電持續影響酒廠生產量與成本效益。

## 銷售

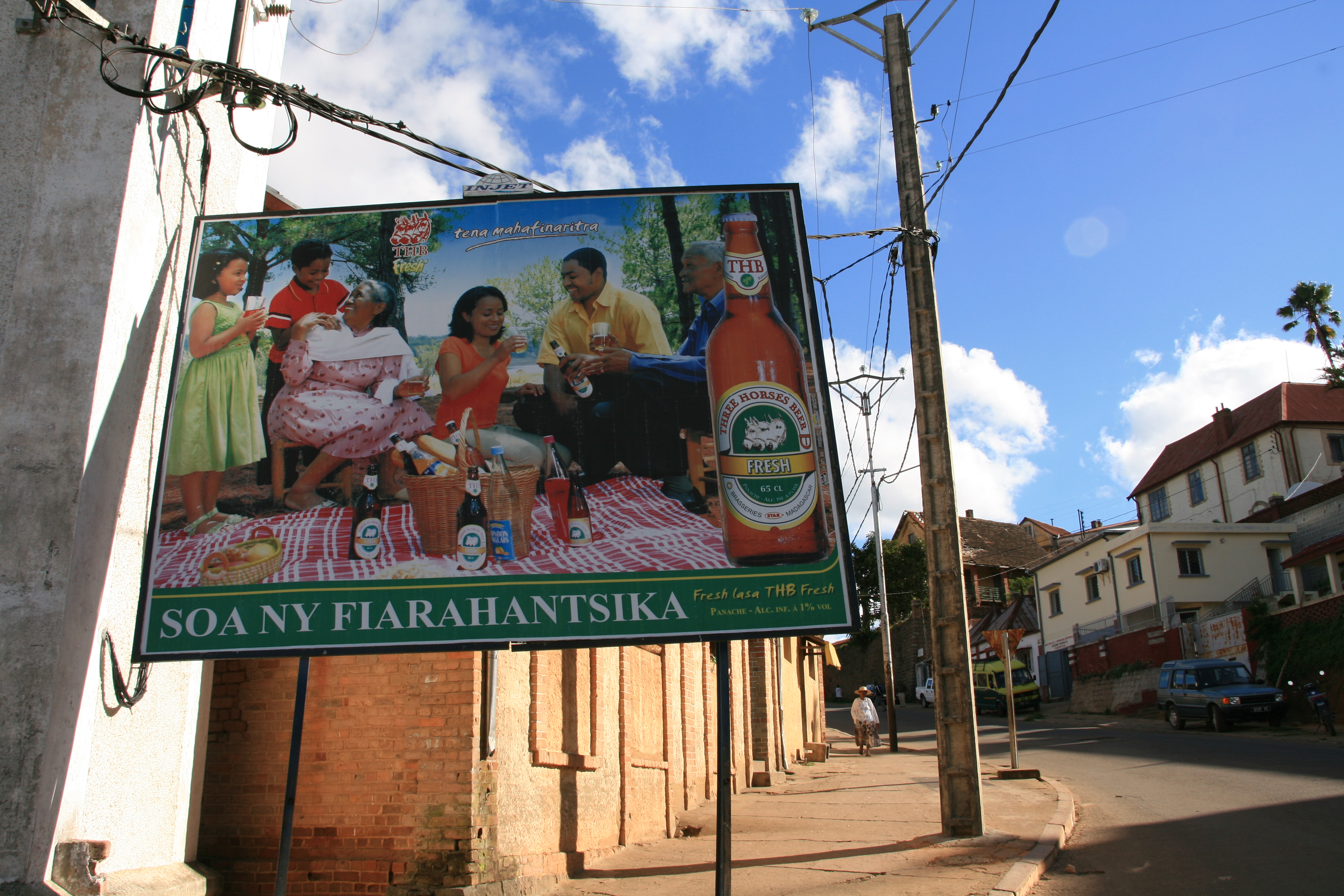
三馬啤酒不受总统马克·拉瓦卢马纳纳禁止媒体投放酒精饮料广告的禁令约束。

為設計啤酒的原始標籤，Star Breweries 選擇仿效荷蘭啤酒品牌 The Holland Beer 的標籤設計，該標籤上描繪了三匹馬的圖像。這項選擇部分是為了呼應安齊拉貝（Antsirabe）與其養馬歷史之間的聯繫；品牌因此取名為「Three Horses Beer」。標籤上也印有品牌口號 Soa Ny Fiarahantsika（「我們相聚的樂趣」）。初期標籤由荷蘭印製後運送至馬達加斯加，後來則改於當地生產；不過，啤酒杯墊至今仍由歐洲製造。
瓶子的顏色、形狀與標籤設計隨時間有所演變。2005年，標籤尺寸加大，色彩更加鮮明，瓶頸處的環形標帶也擴寬，並新增一枚獎章圖像，以紀念其2004年獲得的首項國際獎項。THB 鋁罐版採用了新標誌，2014 年進一步應用至 33 釐升玻璃瓶裝。新標誌展示三匹白色描邊、向右奔馳的馬，象徵面向未來的願景，紅色仍為主色調。
在马克·拉瓦卢马纳纳總統任內，馬達加斯加禁播電視與平面媒體的酒精廣告。為提升品牌識別度，Star Breweries 將 THB Fresh （因其酒精濃度低而不受禁令限制）的標籤設計改為與三馬皮爾森啤酒相同，僅將背景色由紅色改為綠色。
皮爾森系列則透過非傳統手法進行宣傳，如邀請名人代言、贊助音樂與體育活動。三馬啤酒被公眾視為推廣馬達加斯加文化與認同的重要品牌，尤其透過每年舉辦的「THB 巡演音樂節」（THB Tour）和「THB 啤酒節」（fête de la bière）等活動。此外，Three Horses Beer 亦贊助馬達加斯加全國足球錦標賽「THB 冠軍聯賽」（THB Champions League）。
2008年三馬啤酒推出其首個官方網站。2015 年，為慶祝馬達加斯加獨立55週年，Star Breweries 發起新一波宣傳活動，推出新口號「THB eo foana e!」（「THB 永遠在！」），與傳統口號並行。BIG MJ 與 Tambour Gasy 創作並演唱了同名歌曲，並拍攝音樂錄影帶，以宣傳該啤酒與新口號。